# UFC 137
UFC 137: Penn vs. Diaz fue un evento de artes marciales mixtas celebrado por Ultimate Fighting Championship el 29 de octubre de 2011 en el Mandalay Bay Events Center, en Las Vegas, Nevada.

## Historia
El evento se esperaba inicialmente para el 15 de octubre de 2011 en el Liverpool Echo Arena en Liverpool, Inglaterra. Sin embargo, debido a problemas de programación con múltiples derechos de transmisión, la organización canceló esos planes. UFC 137 contó con dos peleas preliminares en vivo por Spike TV.
Dennis Siver se espera hacer frente a Sam Stout en este evento, pero Stout se retiró de la pelea el 29 de agosto y fue reemplazado por Donald Cerrone.
Nick Diaz, que estaba programado originalmente para encabezar la tarjeta contra Georges St-Pierre por el campeonato wélter del UFC, fue retirado de la pelea el 7 de septiembre, debido a no hacer apariciones en los medios. Carlos Condit fue promovido de su pelea con B.J. Penn para sustituir a Díaz y pelear con St-Pierre.
El 8 de septiembre, B.J. Penn anunció a través de Twitter que Dana White le ofreció una pelea en la que "no se puede rechazar" y seguirá luchando en UFC 137. Más tarde ese día, tanto Penn y White anunciaron que la pelea sería contra Nick Diaz.
El 1 de octubre se supo que Tim Credeur fue obligado a salir de su pelea con Brad Tavares por razones desconocidas. El recién llegado Dustin Jacoby intervino para enfrentar a Tavares. El 21 de octubre, Tavares se retiró de la pelea debido a una lesión y fue reemplazado por el recién llegado e invicto Clifford Starks.
Georges St-Pierre esperaba defender su título contra Carlos Condit en esta tarjeta, pero tuvo que retirarse debido a una lesión de rodilla. Nick Diaz vs. B.J. Penn fue promovido al evento principal.
Durante el pesaje oficial de UFC 137, Tyson Griffin no pudo hacer el límite de peso pluma. Griffin llegó en 3 libras más, fue multado con el 25 por ciento de sus ingresos y la pelea se llevó a cabo en un peso acordado de 148 libras.

## Premios extra
Cada peleador recibió un bono de $75,000.
- Pelea de la Noche: B.J. Penn vs. Nick Diaz
- KO de la Noche: Bart Palaszewski
- Sumisión de la Noche: Donald Cerrone